# يوروساتوري
يوروساتوري هو أكبر معرض دولي للدفاع والأمن البري والجوي. يقام كل عامين في مركز باريس نورد فيلبينت للمعارض ، باريس ، فرنسا. في عام 2022، جمع أكثر من 1700 عارض وحوالي 62 ألف زائر من 150 دولة. تنظمه دوريا COGES. 
يقتصر الحضور والمشاركة في المعرض على المحترفين فقط.